# Siedem radości Marii
Siedem radości Marii (niderl. De Zeven Vreugden van Maria) – obraz olejny na desce niderlandzkiego malarza niemieckiego pochodzenia Hansa Memlinga, jednego z najważniejszych przedstawicieli wczesnego odrodzenia w Europie. Dzieło ma wymiary 81,3 × 189,2 cm i przechowywane jest w Starej Pinakotece w Monachium.

## Historia
Obraz został namalowany w 1480, o czym informowała inskrypcja na ramie, która nie zachowała się do dziś. Z tej inskrypcji dowiadujemy się też, że w 1480 Pieter Buyltink i jego żona Katharina van Riebeke podarowali dzieło katedrze w Brugii, aby zostało umieszczone w kaplicy jednego z bractw. Pod koniec XVIII w. bractwo podarowało obraz generalnemu gubernatorowi austriackiemu Brabancji. Następnie dzieło stało się częścią kolekcji Beauharnais, Biron, a w 1813 Boisserée. W 1827 zakupił je Ludwik I Wittelsbach.

## Opis
Obraz tradycyjnie nosi tytuł Siedem radości Marii, ale bywa także nazywany Życie Chrystusa i Marii, ponieważ uwiecznione są na nim epizody z życia Chrystusa. Nazwa tradycyjna jest jednak bardziej adekwatna, gdyż obraz nie uwzględnia scen dotyczących męki Chrystusa.
Malowidło składa się z wielu scen nakreślonych w sposób bardzo precyzyjny. Epizody uwidocznione na obrazie są następujące:
- Zwiastowanie

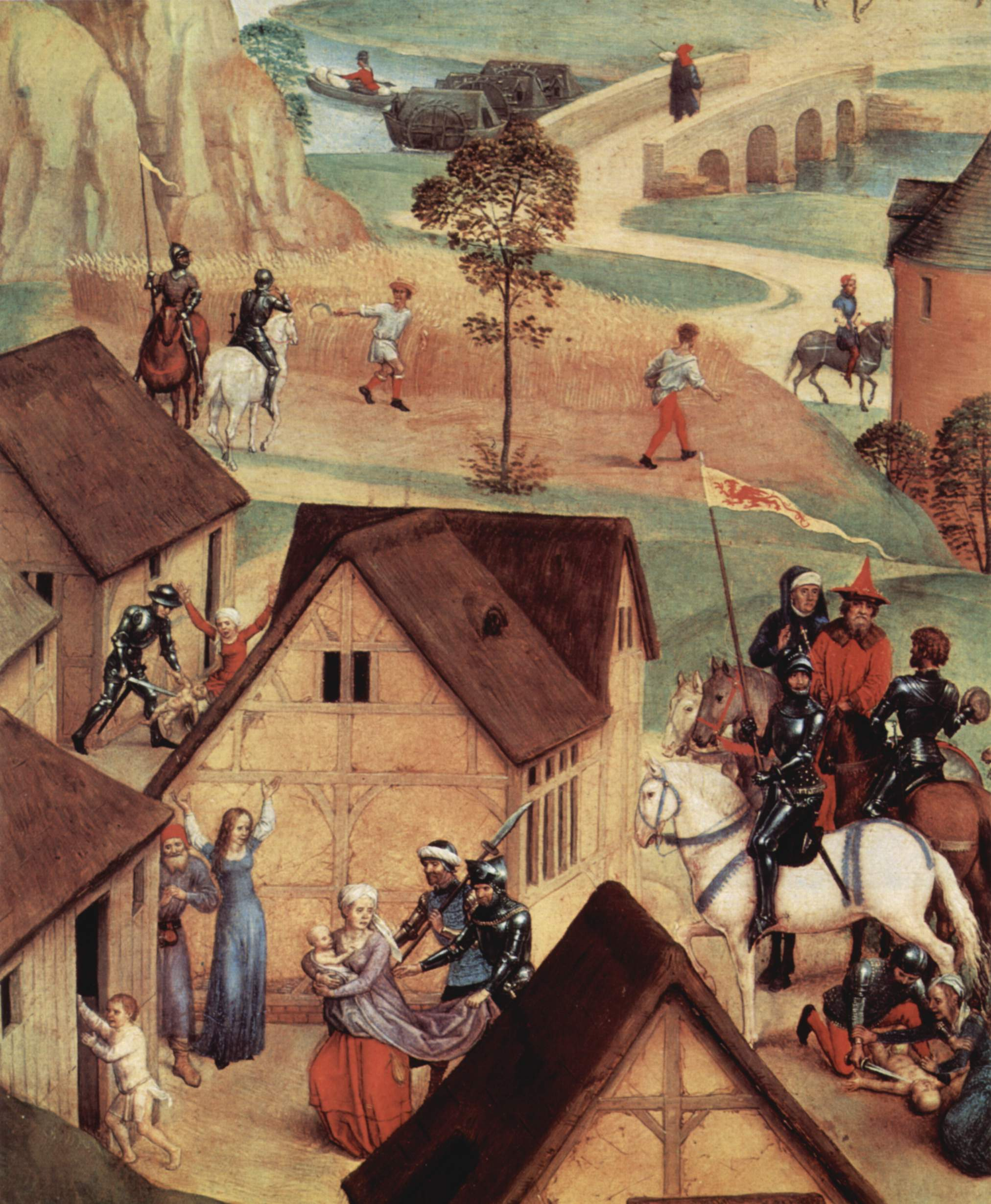
Siedem radości Marii – detal

- Ogłoszenie pasterzom faktu narodzenia Chrystusa
- Boże Narodzenie
- Ukazanie się gwiazdy trzem królom
- Wizyta trzech króli u Heroda
- Podróż trzech króli i ich pokłon narodzonemu Chrystusowi
- Ich podróż powrotna
- Rzeź niewiniątek
- Kuszenie Chrystusa
- Zmartwychwstanie
- Pobożne kobiety u grobu Chrystusa
- Ukazanie się Chrystusa zmartwychwstałego Marii Magdalenie
- Chrystus w Emaus
- Piotr chodzący po powierzchni wody
- Ukazanie się Chrystusa Marii
- Wniebowstąpienie
- Zesłanie Ducha Świętego
- Zaśnięcie i wniebowzięcie Marii.

Sceny, od których obraz bierze tytuł, czyli siedem radości Marii to: Zwiastowanie, Boże Narodzenie, Pokłon Trzech Króli, ukazanie się Chrystusa zmartwychwstałego Marii, Wniebowstąpienie, Zesłanie Ducha Świętego i Wniebowzięcie Marii.
W lewym dolnym rogu namalowany jest fundator dzieła, a w prawym dolnym rogu jego żona z synem.